# Michael Sinclair
Michael Glenn Sinclair (Galveston, 31 gennaio 1968) è un ex giocatore di football americano e allenatore di football americano statunitense che attualmente allena la linea difensiva dei Chicago Bears della National Football League (NFL). Da giocatore ha passato la maggior parte della carriera con i Seattle Seahawks, venendo convocato per tre Pro Bowl e guidando la NFL con 16,5 sack nel 1998.

## Carriera da giocatore
Sinclair fu scelto nel corso del sesto giro del Draft NFL 1991 dai Seattle Seahawks. Nella sua stagione da rookie non disputò alcuna partita mentre nelle tre successive giocò sporadicamente come titolare. A partire dal 1995 divenne stabilmente titolare della squadra, venendo convocato per tre Pro Bowl consecutivi dal 1996 al 1998, anno in cui guidò la NFL con 16,5 sack. Conservò il suo ruolo di titolare a Seattle fino al 2001 e concluse la carriera la stagione successiva giocando quattro partite coi Philadelphia Eagles.

## Carriera da allenatore
Sinclair iniziò la sua carriera nella NCAA nel 2005 e nel 2006 con i West Texas A&M come allenatore della defensive line aiutando la propria squadra a vincere due campionati di conference (il Lone Star Conference Championship).	
Successivamente, dal 2007 al 2008 allenò gli Hamburg Sea Devils della NFL Europe, vincendo due World Bowl. Nel 2009 passò nella Canadian Football League come allenatore della defensive line dei Montreal Alouettes fino al 2012, per poi passare ai Saskatchewan Roughriders come allenatore della defensive line e assistente del capo allenatore. Il 18 gennaio 2013 iniziò la sua esperienza nella NFL firmando come assistente della defensive line dei i Chicago Bears.

## Palmarès
- Convocazioni al Pro Bowl: 3

1996, 1997, 1998
- Second-team All-Pro: 1

1998
- Leader della NFL in sack: 1

1998)
- Leader della NFL in fumble forzati: 1

1998
- Steve Largent Award: 1

1998
- Formazione ideale del 35º anniversario dei Seahawks
- 50 migliori giocatori del 50º anniversario dei Seahawks

## Statistiche
| Partite totali | 148  |
| Sack           | 73,5 |